# Lodde
Lodde (Mallotus villosus) er en 11-20 centimeter lang loddefisk, som lever i store stimer i de arktiske farvande.
Den er en vigtig art for erhvervsfiskeriet og for havenes økosystemer. Fiskens har et stort udbredelsesområde og danner fødegrundlag for mange af havets rovdyr, eksempelvis torsk og grønlandssæl, der hver især står for omkring 49 % og 38 % af den mængde lodder, som ædes af rovdyr. Fisken har også stor betydning for atlanterhavslaks mindre udbredte arter såsom rødfisk.

## Grønland
Det grønlandske navn for lodde er ammassak. Fisken har givet navn til den østgrønlandske ø Ammassalik.

## Fiskeri
Lodde er basis for et stort industrifiskeri. Kødet smager lidt som sild, og fisken spises i både Grønland og Canada. Rognen anvendes til sushi under navnet "masago". I Danmark sælges lodde i tørret form som dyrefoder. En stor del af den globale fangst anvendes til fiskemel og fiskeolie.